# Деніел Амарті
Деніел Амарті (англ. Daniel Amartey; нар. 1 грудня 1994, Аккра, Гана) — ганський футболіст, захисник
```
турецького клубу 
«Бешикташ»
 та 
національної збірної Гани
.
```

## Клубна кар'єра
Розпочав свою кар'єру в клубі другого дивізіону чемпіонату Гани «Інтернешнл Елліес». Там він був помічений Магнусом Перссоном під час його поїздки по Африці з метою підбору гравців для шведського клубу «Юргорден». Шведи придбали права на Деніела, який повинен був приєднатися до шведського клубу, як тільки йому виповниться 18 років. Щоб допомогти Амарті підготуватися до переїзду в 2013 році в Швецію, гравець регулярно приїжджав в 2011 і 2012 роках на короткострокові тренувальні збори з молодіжною командою «Юргордена».
3 березня 2013 року ганець дебютував у матчі Кубка Швеції проти «Умео» (3:0). Незабаром Амарті провів перший матч у чемпіонаті Швеції, вийшовши у стартовому складі у матчі з «Гельсінборгом» (0:3). Свій перший м'яч у Швеції Деніел забив у фінальному матчі Кубка Швеції проти «Гетеборга», зрівнявши рахунок ударом головою, проте його команда зазнала поразки в серії пенальті. За підсумками сезону 2013 року в Швеції вісімнадцятирічний ганець увійшов до 10 найкращих гравців за версією газети «Expressen» і зайняв 18 місце в рейтингу газети «Aftonbladet».
У липні 2014 року було оголошено про трансфер Амарті в данський «Копенгаген». 20 липня 2014 року гравець провів перший матч за новий клуб. 10 днів по тому відбувся дебют Деніела в єврокубках у зустрічі кваліфікації Ліги чемпіонів з дніпропетровським «Дніпром» (0:0). У зустрічі наступного раунду кваліфікації з леверкузенським «Баєром» ганець відзначився забитим м'ячем. Всього за півтора сезони Амарті зіграв за данський клуб 63 матчі в усіх турнірах і забив 6 голів і у сезоні 2014/15 став з командою володарем Кубка Данії.
22 січня 2016 року Амарті перейшов до англійського «Лестер Сіті», підписавши контракт до 2020 року. За підсумками першого ж сезону 2015/16 «Лестер» сенсаційно за два тури до кінця став чемпіоном Англії, проте Амарті в тому сезоні основним гравцем не був, зігравши лише у 5 матчах Прем'єр-ліги.

## Виступи за збірні
2012 року залучався до складу молодіжної збірної Гани. На молодіжному рівні зіграв у 2 офіційних матчах.
На початку 2015 року, не маючи за спиною жодного матчу за збірну, Амарті був включений до заявки національної збірної Гани на Кубок африканських націй 2015 року в Екваторіальній Гвінеї. Саме там у матчі 1 туру групового етапу відбувся дебют Амарті у футболці збірної Гани. Гравець провів весь матч проти збірної Сенегалу (1:2), після чого зіграв ще у двох матчах групового етапу, а сама збірна стала фіналістом турніру.
Наразі провів у формі головної команди країни 9 матчів.

## Досягнення
- Володар кубка Данії (1):

«Копенгаген»: 2014-15
- Чемпіон Англії (1):

«Лестер Сіті»: 2015-16
- Володар Кубка Англії (1):

«Лестер Сіті»: 2020-21
- Володар Суперкубка Англії (1):

«Лестер Сіті»: 2021
- Срібний призер Кубка африканських націй: 2015